# Un assassin est mon maître
Un assassin est mon maître est un roman d'Henry de Montherlant, paru en 1971.

## Résumé du roman
En 1928, Exupère, archiviste à la bibliothèque d’Oran, reçoit un jour la visite de Saint-Justin, directeur de la bibliothèque d’Alger. Il succombe rapidement à son charisme et demande une mutation afin de travailler sous ses ordres. C’est le début d’une déchéance insoupçonnée…